# Dan Kersch
Pour les articles homonymes, voir Kersch.
Dan Kersch, né le 27 décembre 1961 à Esch-sur-Alzette (Luxembourg), est un homme politique luxembourgeois, membre du Parti ouvrier socialiste luxembourgeois (LSAP).
Du 4 décembre 2013 au 5 décembre 2018, il est ministre de l'Intérieur, de la Fonction publique et de la Réforme administrative dans le gouvernement Bettel-Schneider, puis du 5 décembre 2018 au 5 janvier 2022, il est ministre des Sports, du Travail, de l'Emploi et de l'Économie sociale et solidaire. Il est vice-Premier ministre de 2020 à 2022.

## Biographie

### Études et formations
Dan Kersch obtient son diplôme de fin d’études secondaires en 1991 après avoir suivi des cours du soir et des cours par correspondance.

### Carrière professionnelle
Antérieurement à sa nomination au gouvernement, Dan Kersch fut employé public auprès de l’administration communale de Bettembourg.

### Carrière politique

#### Fonctions gouvernementales
À la suite des élections législatives du 20 octobre 2013, Dan Kersch fait son entrée au gouvernement comme ministre de l’Intérieur, ministre de la Fonction publique et de la Réforme administrative en date du 4 décembre 2013 dans le gouvernement de coalition réunissant le Parti démocratique (DP), libéral, le Parti ouvrier socialiste luxembourgeois (LSAP) et Les Verts (« déi gréng »).
Dan Kersch annonce le 30 novembre 2021 sa volonté de démissionner de tous ses postes au sein du gouvernement début janvier. Il retournera en tant que député à la Chambre des Députés. Le LSAP propose la Ministre de la Santé Paulette Lenert comme nouvelle Vice-Première ministre et Georges Engel comme nouveau Ministre des Sports, du Travail, de l'Emploi et de l’Économie sociale et solidaire.

#### Autres fonctions politiques
Au LSAP depuis 1991, Dan Kersch est d’abord membre du conseil communal de Mondercange de 2000 à 2005, puis bourgmestre de 2006 à 2013, poste qu’il occupe jusqu’à sa nomination au gouvernement en décembre 2013.
De 2009 à 2012, Dan Kersch est président du Syndicat intercommunal à vocation multiple des villes et communes luxembourgeoises (Syvicol).
De 2011 à 2013, il est membre du Conseil d’État.